# Карадж
Карадж (на персийски: کرج‎‎) е град в Иран, столица на провинция Алборз. При преброяването от 2016 г. има 1 592 492 жители. Четвърти по големина град в страната.
Най-ранните записки за Карадж датират от 30 век преди новата ера. Градът е построен и развит по времето на династиите Сефевиди и Каджар и е дом на исторически сгради и паметници от тези епохи. До втората половина на 20 век е известен главно като летен курорт. Днес е основен индустриален град с фабрики за производство на захар, текстил, тел и алкохол.

## История
Карадж е основан 3000 години преди новата ера. Районът на село Хурвин до града е обитаван от бронзовата епоха, а региона Келяк на левия бряг на река Карадж от желязната епоха.
До края на 20 век в града се преминава основно по каменен мост, построен в ерата на Сефевидите. В началото на 19 век Дворецът на Солейман, който включва четири кули, заобиколени от градини и стени, е преустроен като летен курорт на Солейман Мирза, принц управител на Керманшах. В наши дни там се помещава факултетът по земеделие на Техеранския университет.

## География
Карадж се намира на 20 km западно от Техеран, в подножието на планината Алборз.
Построен на широка равнина, градът е разположен на север от земеделската равнина на Шахрияр и на изток от равнините на Сяводж Боляк и Хащгерт.
- квартал Мершар, Карадж

## Климат
Климатът на Карадж е малко по-хладен от този в Техеран. Годишната сума на валежите е 260 mm.
| Карадж | Карадж | Карадж | Карадж | Карадж | Карадж | Карадж | Карадж | Карадж | Карадж | Карадж | Карадж | Карадж | Карадж  |
| Месеци | яну.   | фев.   | март   | апр.   | май    | юни    | юли    | авг.   | сеп.   | окт.   | ное.   | дек.   | Годишно |
| Абсолютни максимални температури (°C)                                                                                        | 18,2   | 19,8   | 27,4   | 33,0   | 34,6   | 39,2   | 42,0   | 40,2   | 37,2   | 31,8   | 25,0   | 20,0   | 42,0    |
| Средни максимални температури (°C)                                                                                           | 6,1    | 9,0    | 14,2   | 20,7   | 26,2   | 32,6   | 35,2   | 34,5   | 30,4   | 23,5   | 15,1   | 8,9    | 21,4    |
| Средни температури (°C) | 1,8    | 4,1    | 8,7    | 14,5   | 19,2   | 24,6   | 27,1   | 26,8   | 22,9   | 17,1   | 9,9    | 4,6    | 15,1    |
| Средни минимални температури (°C)                                                                                            | −2,5   | −0,7   | 3,2    | 8,4    | 12,2   | 16,5   | 19,0   | 19,1   | 15,3   | 10,8   | 4,8    | 0,3    | 8,9     |
| Абсолютни минимални температури (°C)                                                                                         | −17    | −15,6  | −10,5  | −3,5   | −0,4   | 7,2    | 10,6   | 12,0   | 7,0    | −0,5   | −6     | −14,6  | −17     |
| Средни месечни валежи (mm)                                                                                                   | 30,8   | 32,1   | 45,4   | 39,1   | 19,5   | 2,7    | 3,0    | 1,2    | 1,6    | 15,1   | 27,7   | 33,5   | 251,7   |
| --- | ------ | ------ | ------ | ------ | ------ | ------ | ------ | ------ | ------ | ------ | ------ | ------ | ------- |
| Източник: Иранска метеорологична организация (рекорди), (температури), (валежи), (влажност), (дни с валежи и сняг), (слънце) |        |        |        |        |        |        |        |        |        |        |        |        |         |

В Карадж се намират язовирът Амир Кабир и други малки езера. Градът е изходен пункт за пътуване по пътищата към север през планината Алборз до Каспийско море.
- Долината Карадж
- Мершар през пролетта
- Язовир Карадж
- Друг изглед към язовир Карадж

## Демография
По-голямата част от жителите на Карадж са персийско-говорещи, а азербайджанците съставляват втората по големина етно-езикова група в града. Кюрди, гилянци, мазандеранци и лури са другите етноси сред населението на града.
| Етнически групи в Карадж | Етнически групи в Карадж | Етнически групи в Карадж | Етнически групи в Карадж | Етнически групи в Карадж |
| ------------------------ | ------------------------ | ------------------------ | ------------------------ | ------------------------ |
| Етнически групи          |                          |                          | Процент                  |                          |
| Перси                    | Перси                    |                          | 61%                      | 61%                      |
| Азербайджанци            | Азербайджанци            |                          | 34,2%                    | 34,2%                    |
| Кюрди                    | Кюрди                    |                          | 7,2%                     | 7,2%                     |
| Гилянци и Мазандеранци   | Гилянци и Мазандеранци   |                          | 5%                       | 5%                       |
| Лури                     | Лури                     |                          | 4,2%                     | 4,2%                     |

## Транспорт
Карадж е свързан с жп линии и магистрали към Техеран 40 км източно и Казвин 100 км северозападно.
Градът се обслужва от градска железопътна организация, създадена на 21 декември 2001 г. Той също така се обслужва от метростанция Карадж, която е създадена на 7 март 1999 г. и се намира близо до пътя Техеран-Казвин.
Въздушния транспорт се обслужва от международното летище Паям, което е построено през 1990 г. и е официално открито през 1997 г.

## Икономика
Икономическата база на Карадж е близо до тази на Техеран. Това се дължи на транспортирането на стоки между Техеран и Каспийско море. Химикали, торове и преработени селскостопански стоки също се произвеждат в града.
Той е основен индустриален град, с фабрики за производство на захар, текстил, тел и алкохол. Основно място за средната класа на Техеран. Това се дължи на по-добрите жилищни условия, на околната среда и по-евтиния стандарт.
Шахрак Джахяншар е първият модерен частен индустриален и жилищен комплекс на града, построен през 1960 г. Заводите Джахан CIT (текстилна фабрика), Рокан Набяти Джахан (фабрика за масло) и Cay Джахан (фабрика за чай) са установени в комплекса. Той е един от най-големите индустриални зони на нацията, с дял от БВП на страната от 20%.
Специалната икономическа зона на Паям с площ около 3600 хектара в рамките на територията на международното летище е създадена за развитие на въздушния превоз на товари и пощенски транспорт, хладилен склад и опаковъчни услуги. Това е единствената СИЗ в региона с привилегията да има своя собствена авиокомпания.

## Спорт
Карадж е роден град на няколко футболни национала и е дом на ФК Сайпа, един от участниците в иранската премиер лига. Притежава една от най-добрите школи.
Стадион Енгелаб е с капацитет от 15 000 души. Използва се предимно за футболни мачове. Има и тенис корт в Шахрак Джахяншар.
Ски курортите Дизин и Хур са разположени в близост до Карадж, в планината Алборз.
Заедно със съоръженията за каране на ски в Дизин има тенис кортове, наклон за ски на трева, височини за планинско катерене и ходене, както и езда и маршрути за колоездене.
Високата надморска височина улеснява хората в града, да използват планински пътеки за пешеходен туризъм и планинско катерене.